# Den libyske flyveforbudszone
Den libyske flyveforbudszone (britisk kodenavn: Operation Ellamy, fransk kodenavn: Opération Harmattan, amerikansk kodenavn: Operation Odyssey Dawn) er en flyveforbudszone over Libyen som blev igangsat den 19. marts 2011, dagen efter at FN's sikkerhedsråd vedtog resolution 1973. Aktionen blev foreslået under Oprøret i Libyen 2011 for at forhindre Gaddafi-loyale styrker i at udføre luftangreb mod oprørerne og civilbefolkningen. Flyveforbudszonen bliver overvejende håndhævet af USA, Storbritannien og Frankrig. Den første del af operationen går ud på at ødelægge regimets luftforsvar og angribe mål som udgør en trussel for civilbefolkningen, samt afpatruljering af luftrummet.

## Forløb
12. marts foreslog Den Arabiske Liga at en flyveforbudszone blev oprettet, et forslag som blev støttet af Storbritannien og Frankrig. 
17. marts afholdt Sikkerhedsrådet en afstemning over forslaget. Ti lande stemte for forslaget, mens fem undlod at stemme. Ingen stemte imod forslaget. Foruden Den Arabiske Liga, støttes flyveforbudszonen også af den mellemstatslige organisation, Organization of the Islamic Conference. 
18. marts erklærede Libyens udenrigsminister Moussa Koussa en våbenhvile, men denne blev brudt da de libyske styrker den samme dag fortsatte angrebene mod Ajdabiya, Misratah og Benghazi.
19. marts indbød Nicolas Sarkozy til topmøde i Paris for at diskutere en militærintervention på grundlaget af FN-Resolutionen. Mødedeltagerne besluttede at opfordre Muammar Gaddafi og dem som udfører hans ordre, til at at trække sig ud af alle de områder,hvor de er trængt ind med magt. – Samme dag trådte flyveforbudszonen i kraft. – Frygten for regimets troppers indmarch i Benghazi gjorde at mange af indbyggerne flygtede mod øst. – Klokken 6:00 fløj seks danske F-16-fly og 132 flyversoldater med kurs mod Naval Air Station Sigonella på Sicilien, hvorfra den internationale aktion mod Muammar Gaddafis styrker i Libyen skal koordineres. – Franske kampfly affyrede kl. 17:45 skud mod kampvogne vest for Benghazi, meddelte forsvarsministeriet i Paris. – Den militære koalition mod Libyen består af 22 lande fra EU, USA, Canada og Den Arabiske Liga. – Fra Europa deltager blandt andet Frankrig, Storbritannien, Danmark, Norge, Holland, Belgien og Italien og Grækenland, der stiller flybaser på øerne Sicilien og Kreta til rådighed for koalitionen. – Om aftenen indledte USA Operation Odyssey Dawn med et angreb med 110 Tomahawk-krydsermissiler på regimets luftværnsstillinger og brændstoflagre i alt mod 20 forskellige mål omkring Tripoli og Misratah.
20. marts angreb de internationale flystyrker Tripoli og der indtraf flere eksplosioner. 
23. marts erklærede koalitionen, at det libyske luftvåben var uskadeliggjort og at man nu koncentrerede sig om mål på landjorden . 
25. marts blev NATO-landene enige om at overtage ansvaret for operationen mod Muammar Gaddafi. – Den internationale koalitionsstyrke meddelte at Qatar  blev det første arabiske land, som sendte et fly for at håndhæve flyveforbudszonen. Qatar sendte et Mirage 2000-5 ind over Libyen. Qatar har sendt seks Mirage 2000-5-kampfly og to transportfly til Europa for at kunne deltage i aktionen. – Britiske Tornado GR.4-jagerbombere ødelagde ved Adschdabiya syv T-72-kampvogne tilhørende de Gaddafi-loyale styrker.
26. marts lykkedes det med luftstøtte fra koalitionen for oprørerne efter svære kampe at generobre byen Ajdabiya. – Danske F-16-fly fløj fire missioner og ødelagde libyske kampvogne og raketkastere
27. marts  udførte amerikanske fly 107 angreb med lavtflyvende fly af typerne AC-130 Spectre og A-10 Thunderbolt II landtropper og mindre flådefartøjer. – Danske F-16-fly fløj to missioner og ødelagde libysk selvkørende artilleri syd for Tripoli
28. marts fløj danske F-16-fly to missioner, hvor de bombede libyske ammunitionsdepoter syd for Tripoli. 
29. marts. Dags dato har danske F-16-fly fløjet 31 jagerbomber-missioner og en decideret jagermission. De har kastet 81 præcisionsbomber mod kommandocentre, ammunitionsdepoter, Scud-missilramper, kampvogne, raketkastere og selvkørende artilleri.
31. marts. Ifølge BBC omkom syv civilister under et luftangreb i landsbyen Zawia el Argobe ved Brega på en libysk militærkonvoj. – Ifølge Vatikanets gesandt biskop Giovanni Innocenzo Martinelli blev 40 civilister dræbt som følge af luftangrebene i Tripoli.
1. april krævede Gaddafi at statscheferne fra landene, der deltager i militærindsatsen mod Libyen, træder tilbage. 
2. april blev 13 dræbt efter at et af koalitionens jagerfly ved en fejltagelse angreb en af oppositionsstyrkernes grupper. 
4. april overtager NATO kontrollen over militærindsatsen og amerikanske kampfly deltager kun i indsatser når NATO anmoder om det. 
6.april. Ifølge avisen Jordan Times er kampfly fra det kongelige jordanske luftvåben  landet på en europæisk base for to dage siden. Deres opgave bliver at opretholde flyve-forbudszonen og beskytte humanitære fly fra Jordan, der siden mandag er begyndt at lande i oprørernes hovedby Benghazi.
General Abdel Fattah Younes, der er leder af oprørshæren, sagde torsdag, at hans folk giver Nato besked, hver gang de har oplysninger om, at Gaddafis styrker rykker frem mod en by.
7. april. Ifølge Ritzau/Reuters meddeler lederen af oprørshæren General Abdel Fattah Younes, at hans folk giver Nato besked, hver gang de har oplysninger om, at Gaddafis styrker rykker frem mod en by, men Natos bureaukrati giver regeringsstyrkerne mulighed for at rykke frem, og det betyder, at folk bliver dræbt i Misrata "hver dag", fordi Natos bomber kommer for sent og ofte også forkerte steder.
10. april. Ifølge nyhedsbureauet AFP har Nato-kampfly ødelagt 11 af regeringsstyrkernes kampvogne uden for byen Ajdabiya, hvor der er kampe mellem oprørere og regeringsstyrkerne. Yderligere 14 kampvogne er ødelagt i nærheden af byen Misratah.
14. april bombede Nato-fly Tripoli og der var kraftige eksplosioner i nærheden af en af Gaddafis residenser.
15. april. Ifølge det libyske statslige nyhedsbureau Jana bombede Nato-fly Gaddafis hjemby Sirte, der ligger 360 kilometer øst for hovedstaden Tripoli.
20. april. Flyvevåbnets F-16-enhed på Sigonella-basen fik udskiftet mandskabet, mens flyene er de samme. Oberst Lars Smedegaard Kjøller overtog som chef efter oberst Anders Rex. Pr. 20. april har enheden været på 109 jagerbomber-missioner samt en enkelt mission mod luftmål (20. eller 21. marts). Hver mission involverer fra to til fire fly, og der er i alt kastet 227 præcisionsbomber.
27. april. Et emiratisk F-16E Desert Falcon-kampfly havarerede på Sigonella-basens landingsbane. Piloten skød sig ud med katapultsædet. Danske F-16-fly blev omdirigeret til landing på Trapani-basen (Nordsicilien).
1. maj meddelte regimet i Tripoli at Muammar al-Gaddafi yngste søn og tre af hans børnebørn blev dræbt ved et NATO bombeangreb. Gaddafi der selv befandt sig i det ramte hus, overlevede uden at blive kvæstet..
12. maj lederne af det libyske oprør, Libyens Nationale Overgangsråd, udråber sig selv til ministre.
16. maj meddeler den internationale domstol i Haag at den vil retsforfølge Muammar al-Gaddafi for forbrydelser mod menneskeheden.
25. maj meddeler Frankrig at de vil indsætte 12 Tiger-kamphelikoptere omkring Misratah. Storbritannien vil foreløbig sende fire Apache-kamphelikoptere.
31. maj. I løbet af maj måned har Flyvevåbnets F-16-fly kastet 131 præcisionsbomber på 104 jagerbomber- og rekognosceringsmissioner. I april måned kastede de 205 præcisionsbomber på 99 jagerbombermissioner.
22. juni. To danske F-16-fly eskorterede en dansk C-130 Hercules med 15 danske politikere til Benghazi. Det drejede sig bl.a. om udenrigsminister Lene Espersen (K), Helle Thorning-Schmidt (S), Naser Khader (K), Margrethe Vestager (R) og Søren Espersen (DF). De mødtes med de libyske oprøreres råd National Transitional Council.
30. juni. I løbet af juni måned har Flyvevåbnets F-16-fly kastet 127 præcisionsbomber på 103 jagerbomber- og rekognosceringsmissioner. Pr. 30. juni har de danske F-16-fly kastet 565 præcisionsbomber.
31. juli. I løbet af juli måned har Flyvevåbnets F-16-fly kastet 118 præcisionsbomber på 76 jagerbomber- og rekognosceringsmissioner. Pr. 31. juli har de danske F-16-fly kastet 683 præcisionsbomber.

## Koalitionens indsatte militære ressourcer
- Belgien: Seks F-16-jagerfly fra en base på den græske halvø Peloponnes og minerydningsfartøjet M923 Narcis (Tripartite-klassen)
- Canada:  Seks CF-18-kampfly med 14 flyversoldater fra en base i Italien og fregatten  HMCS Charlottetown.
- Danmark: Seks F-16-jagerfly, et Hercules-transportfly og 135 flyversoldater fra basen Naval Air Station Sigonella på Sicilien
- Forenede Arabiske Emirater: Seks Dassault Mirage 2000-9 og seks F-16E Desert Falcon-kampfly.
- Frankrig: Flere kampfly af typerne Dassault Rafale og Dassault Mirage 2000 fra Armée de l'air fra baser i Frankrig, herunder Korsika. Hangarskibet FS Charles de Gaulle med otte Rafale-M-kampfly og seks Dassault Super Étendard-kampfly. Helikopterhangarskibet af Mistral-klassen. To luftforsvarsfregatter – FS Jean Bart og FS Forbin af Horizon-klassen. .
- Grækenland: stiller militærbaser til rådighed, herunder Souda Air Base på Kreta, men vil ikke selv deltage med kampfly.
- Holland:  Seks F-16-kampfly og et KC-10-tankfly fra  militærlufthavnen Decimomannu på Sardinien. Minerydningsfartøjet Haarlem.
- Italien: Stiller flybaserne Decimomannu på Sardinien, Sigonella og Trapani på Sicilien, Pantelleria (ø), Aviano, Gioia del Colle og Amendola til rådighed. Otte italienske kampfly, derunder den til bekæmpelse af radaranlæg specialiserede Tornado ECR.
- NATO: E-3 Sentry AWACS-fly med mandskaber fra NATO-landene, bortset fra Tyskland.
- Norge: Seks F-16-kampfly og et Orion-overvågningsfly fra støttepunkter på Kreta og Sardinien.
- Qatar: Seks Dassault Mirage 2000-5 kampfly og to C-17A-transportfly.
- Spanien:  Fire F/A-18-Hornet-kampfly, et KC-135-tankfly og opklaringsflyet CN-235 som opererer fra Decimomannu. Fregatten Méndez Núñez og undervandsbåden Tramontana. Desuden  stiller Spanien flybaserne Rota og Morón i Andalusien til rådighed.
- Storbritannien: Flere Eurofighter og Tornado-kampfly, transport- og overvågningsfly, fregatterne HMS Westminster og HMS Cumberland og den krydsermissil-bevæbnede atom-undervandsbåd HMS Triumph. Støttepunkterne i Gibraltar og Akrotiri og Dhekelia på Cypern benyttes. I Libyen koordinerer medlemmer af specialstyrkerne SAS, SRR og SBS luftangrebene.
- Sverige: Otte JAS 39 Gripen, et Herkules-tankfly, et S-100B Argus-opklaringsfly og 130 mand.
- USA: USAF: B-2-stealthbombefly, F-15E Strike Eagle, F-16, AC-130 Spectre-ildstøttefly, A-10-jagerbombere, E-8 Joint STARS-kommandofly, U-2-rekognosceringsfly. – USN: Kommandoskibet USS Mount Whitney, atomubådene USS Providence og USS Scranton af Los Angeles-klassen, den ombyggede missilubåd USS Florida af Ohio-klassen, destroyerne USS Barry og USS Stout af Arleigh Burke-klassen, landgangsfartøjerne USS Kearsarge og USS Ponce samt fem EA-18 Growler til elektronisk krigsførelse fra basen Aviano Air Base i Norditalien. – USMC: AV-8B Harrier og V-22 Osprey tiltrotorfly (Combat SAR).

På de første to uger har de danske F-16-fly kastet 126 præcisionsbomber. Halvdelen har været 500 lbs (227 kg) laserstyrede bomber á 300.000 kroner, resten 2.000 lbs (907 kg) GPS-styrede bomber á 200.000 kr. Det giver 31,5 millioner kr. og da det koster 8,5 millioner pr. måned at udstationere F-16-fly på Sigonella-basen, bliver regningen for den første måned på ca. 70 mio. kr. for de danske skatteydere. Det er lidt mindre end prisen for 750 soldater indsat i landkrig i Afghanistan .

## Udstillingsvindue
Indien, Brasilien, Danmark, Grækenland, Saudi-Arabien, Forenede Arabiske Emirater, Oman og Kuwait står overfor at skulle indkøbe kampfly i dette årti. Den største handel bliver Indiens MMRCA (Medium Multi-Role Combat Aircraft), der i september 2011 ender med et køb på 126 kampfly til ca. 10 milliarder dollars. Fire af de seks bejlere til New Delhi – Dassault Rafale, Eurofighter Typhoon, Lockheed Martin F-16E Block 60 og Boeing F/A-18 Hornet – er allerede i gang med at håndhæve flyveforbudszonen. En femte kandidat, Saab JAS 39 Gripen, ankom til Sicilien for at tage del i Flygvapnets første kamphandlinger siden den congolesiske borgerkrig 1961-64. 
Våbenhandlere har nemmere ved at overbevise potentielle købere, hvis deres våben er "combat-proven". Luftkrigen over Libyen er ret ensidig uden luftdueller à la Top Gun, men køberne er også interesserede i driftsikkerhed, flyets evne til arbejde sammen med andre enheder og de operative eskadrillers flyvetimer kontra mekanikertimer.
Ved flyshowet LAVEX 2009 (Libyan AViation EXhibition) udførte både Rafale og Eurofighter kunstflyvning, for at promovere et salg til Gaddafis luftvåben. Italienerne stod for Eurofighteren, selvom både Tyskland og Storbritannien havde nedlagt veto mod et salg til Gaddafi. Den 20. marts 2011 var Frankrigs præsident Nicolas Sarkozy ret hurtig til at sende Rafale-fly ind over Libyen mod jordmål, mens Eurofighter-fly først ret sent nåede Libyen, udrustet til luftdueller mod libyske fly, der allerede var blevet stækket.
Foruden fly er avancerede missiler og præcisionsbomber også til eksamen for at få det eftertragtede "combat-proven". Saudierne er fx ret utilfredse med at for mange af deres amerikansk-fremstillede GBU-10 laserstyrede bomber ikke eksploderer, når de kastes mod yemenitiske Houthi-oprørere.